# Idiops upembensis
Idiops upembensis är en spindelart som beskrevs av Roewer 1953. Idiops upembensis ingår i släktet Idiops och familjen Idiopidae.
Artens utbredningsområde är Kongo. Inga underarter finns listade i Catalogue of Life.